# Order Heydəra Əliyeva
Order Heydəra Əliyeva (azer. „Heydər Əliyev” ordeni) – najwyższy order Republiki Azerbejdżanu.
Order, nazwany na cześć zmarłego pierwszego prezydenta Azerbejdżanu, Heydəra Əliyeva, został ustanowiony Dekretem Prezydenta Azerbejdżanu İlhama Əliyeva nr 896-IIQ z dnia 22 kwietnia 2005 roku. Nadawany jest zarówno obywatelom Republiki Azerbejdżanu za szczególne zasługi dla dobrobytu, wielkości i chwały Azerbejdżanu oraz za odwagę i męstwo wykazane w obronie Ojczyzny oraz interesów państwowych Republiki Azerbejdżanu, jak i cudzoziemcom za specjalne zasługi, budowanie przyjaźni oraz umacnianie współpracy z Republiką Azerbejdżanu. Order nadawany jest także prezydentowi Azerbejdżanu z urzędu.

## Opis

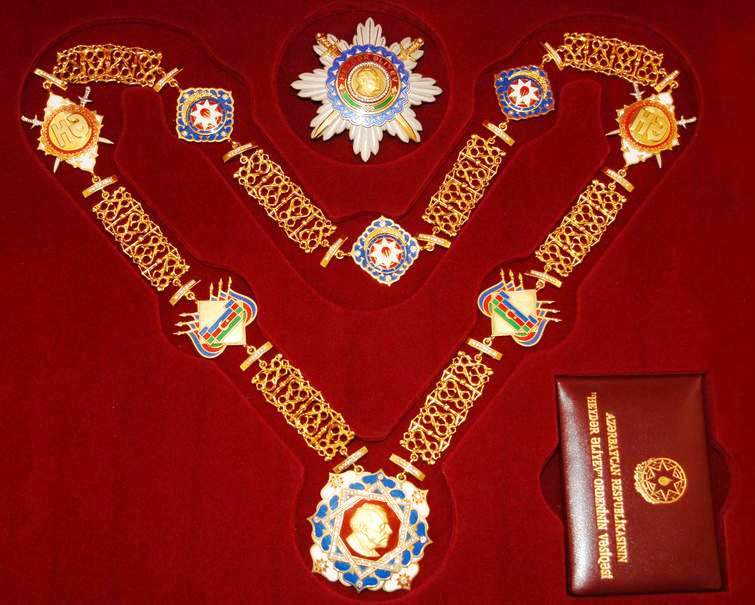
Gwiazda, łańcuch i świadectwo nadania Orderu Heydəra Əliyeva

Insygnia Orderu Heydəra Əliyeva obejmują gwiazdę, symbol i łańcuch orderowy. Wykonywane są dwa warianty gwiazdy i łańcucha: z mieczem oraz bez. Order wykonany jest z 525-karatowego brązu o masie 533,29 grama, 999-karatowego srebra o masie 3,89 grama, 750-karatowego złota o masie 57,42 grama, 999-karatowego złota o masie 6,42 grama, 8 brylantów o masie 0,83 karata, 224 brylantów o masie 5,34 karata i 67 brylantów o masie 1 karata (łączna liczba brylantów wykorzystanych przy tworzeniu jednej sztuki orderu to 299).
Ośmioramienna gwiazda orderu, przeznaczona do noszenia na piersi, wykonana jest ze srebra. Końce gwiazdy ucharakteryzowane są na płatki kwiatów. Odległość między przeciwległymi końcami gwiazdy wynosi 82 mm. Na powierzchni gwiazdy umieszczona jest płytka. Na wersji gwiazdy z mieczami płytka jest zamontowana na dwóch skrzyżowanych mieczach przechodzących przez cztery końce gwiazdy. Miecze wykonane są ze srebra zabarwionego złotem. Długość każdego miecza wynosi 82 mm, a szerokość 4 mm. Na rękojeści każdego miecza umieszczony jest brylant. Na okrągłym medalionie umieszczonym na polerowanej płytce przedstawiona jest płaskorzeźba z wizerunkiem Heydəra Əliyeva. Medalion wykonany jest z 750-karatowego złota i otoczony wewnętrznym pierścieniem z 42 brylantami. Na górze środkowego pierścienia, pokrytego czerwoną emalią i otaczającego pierścień wewnętrzny, wypisane są złotymi literami słowa HEYDƏR ƏLIYEV. Dolną część środkowego pierścienia zdobią trzy brylanty umieszczone w ornamencie w kształcie rombu, pomiędzy którymi znajdują się dwa łukowate paski pokryte zieloną emalią. Środkowy pierścień otoczony jest zewnętrznym pierścieniem w kolorze niebieskim z falistym okręgiem; na którym osadzono 20 trójkątnych brylantów.
Odznaka Orderu Heydəra Əliyeva jest noszona na szyi i zwisa na piersi z ozdobnego łańcucha. Jej podstawą jest kwadratowy ornament pokryty białą emalią. Na elementach ozdobnych w każdym z końców podstawy osadzone są brylanty wykonane w formie gwiazdek pokrytych czerwoną emalią. Na środku podstawy umieszczono prostokątny ornament pokryty niebieską emalią. Na każdym z czterech końców ornamentu również umieszczone są brylanty. Podstawa i umieszczony na niej ornament wykonane są ze srebra barwionego złotem. W centralnej części odznaki zamontowana jest płytka utrzymana w kolorze ciemnoczerwonym. W centrum płytki umieszczono płaskorzeźbę Heydəra Əliyeva wykonaną z 750-karatowego złota. Płaskorzeźba otoczona jest ramą o regularnym geometrycznym kształcie w postaci dwóch skrzyżowanych kwadratów. Na powierzchni kwadratów umieszczono 112 brylantów. Rama wykonana jest ze srebra barwionego złotem. Wysokość i szerokość odznaki wynoszą 67 mm.
Łańcuch orderu składa się z 15 elementów, ułożonych w określonej kolejności. Te elementy to:
- po lewej i prawej stronie łańcucha umieszczone są dwie ozdobne tabliczki, składające się ze skrzyżowanych sztandarów pokrytych emaliami w kolorze niebieskim, czerwonym i zielonym. Pośrodku tablic znajduje się flaga Azerbejdżanu.
- po lewej i prawej stronie łańcuszka umieszczone są dwie czworokątne ozdoby pokryte białą emalią. W centrum umieszczono medalion otoczony ornamentem pokrytym czerwoną emalią. W centralnej części widnieje monogram z inicjałami Heydəra Əliyeva. W wersji łańcucha z mieczami pod medalionem znajdują się dwa skrzyżowane miecze.
- po lewej, prawej stronie i na górze łańcucha znajdują się trzy tabliczki z wizerunkiem godła Azerbejdżanu[2].

Wspomniane elementy mocowane są do dużego łańcucha z blaszkami ozdobionymi łącznie 112 brylantami (16 blaszek po 7 brylantów na każdej). Tylna strona orderu jest polerowana i posiada wygrawerowany numer orderu oraz agrafkę do jego zapięcia.

## Odznaczeni

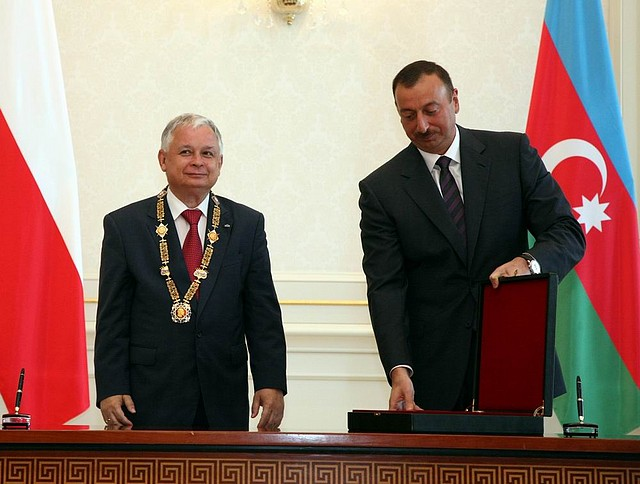
Prezydent Azerbejdżanu İlham Əliyev odznacza Orderem Heydəra Əliyeva prezydenta Polski Lecha Kaczyńskiego, 2 czerwca 2009

Order nadawany jest rzadko. Do 2020 roku otrzymały go tylko 24 osoby, z których większość jest lub była przywódcami państw.
1. İlham Əliyev (prezydent Azerbejdżanu, z urzędu) – 28.04.2005[3]
2. İhsan Doğramacı (turecki lekarz-pediatra) – 29.04.2005[4]
3. Jacques Chirac (prezydent Francji) – 29.01.2007[5]
4. Mstisław Rostropowicz (rosyjski wiolonczelista i kompozytor) – 27.03.2007[6]
5. Wiktor Juszczenko (prezydent Ukrainy) – 22.05.2008[7]
6. Tahir Salahov (azerski malarz i rysownik) – 27.11.2008[8]
7. Dżabir as-Sabah (emir i szejk Kuwejtu) – 14.06.2009[9]
8. Lech Kaczyński (prezydent Polski) – 2.07.2009[10]
9. Valdis Zatlers (prezydent Łotwy) – 10.08.2009[11]
10. Traian Băsescu (prezydent Rumunii) – 18.04.2011[12]
11. Georgi Pyrwanow (prezydent Bułgarii) – 14.11.2011[13]
12. Emomalii Rahmon (prezydent Tadżykistanu) – 11.07.2012[14]
13. Arif Məlikov (azerski kompozytor) – 13.09.2013[15]
14. Abdullah Gül (prezydent Turcji) – 12.11.2013[16]
15. Wiktor Janukowycz (prezydent Ukrainy) – 17.11.2013[17]
16. Recep Tayyip Erdoğan (prezydent Turcji) – 3.09.2014[18]
17. Mehriban Əliyeva (przewodnicząca Komitetu Organizacyjnego I Igrzysk Europejskich „Baku-2015”, pierwsza dama Azerbejdżanu) – 29.06.2015[19]
18. Aleksandr Łukaszenka (prezydent Białorusi) – 28.11.2016[20]
19. Zeynəb Xanlarova (Ludowy Artysta ZSRR i Azerbejdżanu) – 26.12.2016[21]
20. Nursułtan Nazarbajew (prezydent Kazachstanu) – 3.04.2017[22]
21. Sergio Mattarella (prezydent Włoch) – 18.07.2018[23]
22. Ramiz Mehdiyev (rektor Azerbejdżańskiej Akademii Nauk) – 23.10.2019[24]
23. Xoşbəxt Yusifzadə (pierwszy wiceprezes Państwowego Przedsiębiorstwa Naftowego Republiki Azerbejdżanu) – 13.01.2020[25]
24. Polad Bülbüloğlu (ambasador Azerbejdżanu w Rosji) – 3.02.2020[26]